# Czarny szlak turystyczny Wólka Plebańska – rezerwat Skałki Piekło pod Niekłaniem
 Czarny szlak turystyczny Wólka Plebańska – rezerwat Skałki Piekło pod Niekłaniem – szlak turystyczny na terenie Gór Świętokrzyskich.

## Przebieg szlaku
| Odległość | Atrakcje | Punkt                                 | Skrzyżowania szlaków |
| --------- | -------- | ------------------------------------- | -------------------- |
| 0,0 km    |          | Wólka Plebańska PKP                   |                      |
| 2,5 km    |          | Niekłań Wielki                        |                      |
| 5,2 km    | kopalnia | kopalnia Piekło                       |                      |
| 7,0 km    |          | rezerwat Skałki Piekło pod Niekłaniem | Kuźniaki – Pogorzałe |

## Galeria

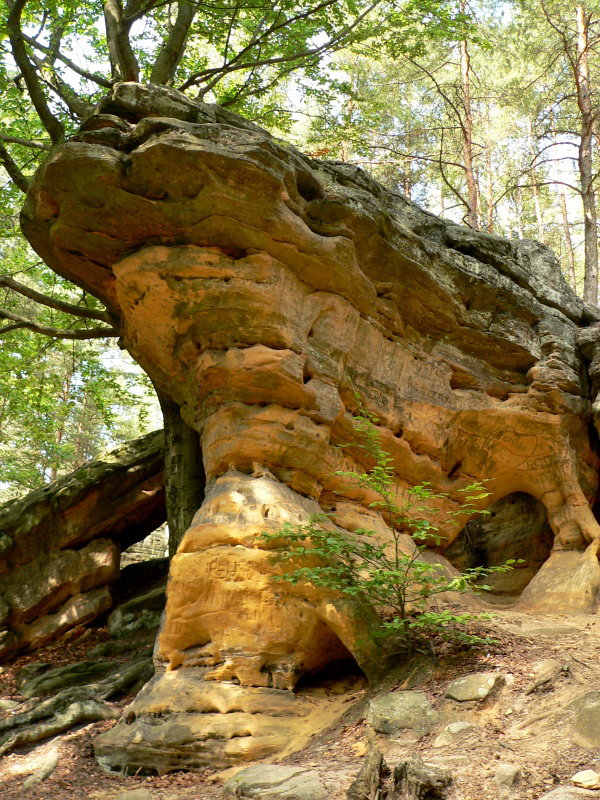
Skały piaskowca w rezerwacie "Skałki Piekło pod Niekłaniem"